# Simion Mehedinți
- Pentru alte utilizări ale antroponimului și toponimului Mehedinți, vedeți Mehedinți (dezambiguizare) .

Simion Mehedinți (n. 16 octombrie 1868, Soveja, România – d. 14 decembrie 1962, București, România) a fost un academician, geograf și geopolitician român. Spirit filozofic, format la școala lui Titu Maiorescu, a desfășurat o vastă activitate culturală ca educator al maselor și cu deosebire al tineretului, prin scrierile și numeroasele sale conferințe ținute în fața studențimii române din centrele universitare ale țării. Simion Mehedinți a fost un adept al ideilor naționaliste și legionare numai în ceea ce privește educația și cultul muncii.

## Biografie
Simion Mehedinți s-a născut în anul 1868, în satul Soveja. A fost fiul lui Neculai Mehedinți, dascăl de biserică și Voicăi Mehedinți. A avut 10 frați. A urmat clasele primare la  Școala din Vidra iar cursurile liceale la Focșani și București. Astăzi, instituția din Vidra, unde a învățat, îi poartă numele, Liceul „Simion Mehedinti”.

### Educație, viață profesională
Și-a făcut studiile la București, apoi în Franța și Germania. A fost profesor la Universitatea din București, la prima catedră de geografie din România. Academician - a fost membru titular al Academiei Române din anul 1915. A fost director al revistei Convorbiri literare.
A avut un rol important în dezvoltarea gândirii geografice și geopolitice în România. S-a preocupat de stabilirea obiectului și conținutului geografiei, de precizarea locului ei în sistemul științelor, de determinarea legilor și categoriilor geografice și a metodelor de cercetare în geografie și geopolitică.
A elaborat un sistem propriu de gândire geografică, concretizat în lucrarea sa fundamentală Terra - introducere în geografia ca știință (2 vol., 1931). Între 1940 și 1944 a colaborat cu revista Geopolitică și geoistorie. „Analizând metoda originală pe care Simion Mehedinți tocmai o „brevetase”, în premieră pe Glob - metoda geografică -, ajungem la câteva concluzii preliminare:
- funcția face organul cu o anumită formă, impusă de necesitatea funcției de a răspunde la solicitarea evolutivă;
- drept urmare, nu se poate înțelege un fenomen care se petrece la suprafața scoarței terestre fără a înțelege forma sa spațială (cât se desfășoară în suprafață, raportat la scară planetară) - dinamica în spațiu;
- pentru a nu greși, trebuie urmărită evoluția formei spațiale a fenomenului respectiv și în adâncimea sa istorică (raportat, de asemenea, la scară planetară) - dinamica în timp.”[5]

Numit la 17 mai 1900 profesor la Facultatea de Litere din București, la prima catedră de geografie înființată în România, Simion Mehedinți a format în această calitate generațiile de mari geografi ai țării în frunte cu George Vâlsan, Constantin Brătescu, Vintilă Mihăilescu, Mihail D. David și alții. 
A fost profesor la Școala Superioară de Război  între 1919-1939, unde preda Geografia generală (...), fiind menționat în lucrarea Istoricul Școalei Superioare de Război 1889-1939, publicată cu ocazia serbării a 50 de ani de la înființarea acesteia.
A colaborat la numeroase ziare și reviste (mai ales Convorbiri literare pe care a condus-o mulți ani): "Cuvântul Studențesc", "Duminica poporului", "Lamura", precum și la cele de specialitate, cu multe studii de geografie, metodologie geografică și mai ales antropogeografie: "Analele Academiei Române", "Buletinul Societății Române de Geografie", "Analele Dobrogei", "Natura", "Anuarul de Geografie și Antropogeografie", "Volkermagasin" (Germania) și multe altele.
Marginalizat după instaurarea comunismului (cea mai mare parte a studiilor sale fiind interzise de noua orânduire politică), s-a stins din viață în anul 1962.

## Opere selective
- Die Kartographische Induktion (teza). Leipzig, 1900
- Etrogeneitatea celor patru sfere. București, 1900
- Problemele geografiei contemporane ca știință despre Cosmos. București, 1900
- Introducere în studiul geografiei. București, 1904
- Die rumänische Steppe. Leipzig, 1904
- Către noua generație. București, 1912
- Poporul. București, 1913
- Primăvara literară, București, 1914
- Omul politic. București, 1915
- Școala poporului, București, 1918
- Legea Eforiilor, București, 1918
- Însușirile omului de Stat, București, 1919
- Altă creștere: Școala muncii, București, 1919
- Caracterizarea etnografică a unui popor prin munca și uneltele sale (Discurs de recepție la Academia Română), București, 1920
- Vechimea poporului româan și legătura cu elementele alogene, București, 1924
- Titu Maiorescu, București, 1925
- Școala română și capitalul biologic al poporului român, Biblioteca eugenică și biopolitică a ASTREI, Cluj, 1927
- Cadrul antropogeografic. Transilvania, Banatul, Crișana și Maramureșul. Vol. I, 1918-1928, București
- Terra (metodologie geografică). Operă de importanță științifică mondială, aclamată de specialiștii mondiali în domeniu. Bucuresti, 1930
- Opere complete. „Fundația pentru Literatură și Artă”, București
- Geografia României, București
- Geografia României pentru clasa a III-a, București
- Aproprie-te de Isus prin biserica noastră și prin alegerea educatorilor, București
- Quelque observations sur l'evolution de la geographie en Roumanie. În "La vie scientifique en Roumanie", Academia Română, tomul IV: "Sciences pures" I, pag. 329-371. București, 1937
- Geografie și geografi la începutul sec. XIX-lea, Editura "SOCEC", București, 144 pag.
- Geografie și geografi la începutul sec. XX - Însemnări cu privire la desvoltarea științelor și a învățământului în România, Editura "SOCEC", București, 1938
- Trilogia științei. Cercetător - erudit - savant. În "Memoriul Secției Istorice a Academiei". Tip. Monitorul Oficial, București, 1939, 110 pagini
- Învățătorul și straja țării, Editura "CUGETAREA", București, 276 pagini
- Ce este Transilvania? Biblioteca "Revistei Istorice Române", București, 1940. (Traducere în limba engleză: "What is Transylvania?" de Traian Golea, Editura "Romanian Historical Studies", Miami Beach,  Florida, 1986

## Publicații și studii
- Insula Șerpilor. În "Buletinul S.R.R. de Geografie", Vol. XIV
- Locul geografiei între știinte. În "Buletinul S.R.R. de geografie, Vol. XV
- Obiectul și definiția geografiei. În "Convorbiri litarare", 1901
- Aplicări antropogeografice în sfera etnografiei, istoriei și a altor științe. În "Anuarul de Geografie și Antropogeografie", Vol. I, 1910
- Observări asupra Dobrogei. În "Buletinul S.R.R. de Geografie", Vol. XXXVIII, 1919
- Premise etnografice în istoria românilor. În "Analele Academiei Române", București, 1922
- Dacia pontica și Dacia carpatica. În "Buletinul S.R.R. de Geografie", Vol. 47, București, 1923
- Religia ca mijloc de caracterizare a unui popor. În "Analele Academiei Române", București, 1924
- Rumänische Volkskultur. În "Völkermagazin", Berlin, 1924
- Direcția „Convorbirilor literare” și îndrumarea poporului român. În "Convorbiri literare", Ianuarie-Aprilie 1927, Anul LIX
- Considerațiuni geopolitice în Milvovia, anul I, numărul 1, București, 1930 [7]
- Coordonate etnografice: civilizația și cultura. În "Memoriile Academiei Române", București, 1930
- Moța-Marin - Urmașii lui Eminescu. În "Cuvântul Studențesc", Anul XII, Nr. 1-4, Ianuarie - Februarie 1937, București
- Deliormanul, o verigă între Carpați și țărmul Mării Negre. În "Analele Dobrogei", Anul XIV, Nr. 2, 1938
- Legăturile noastre cu Dunărea și Marea. Conferință inaugurală a ciclului de prelegeri: "Apele, Dunărea și Marea Neagră" ținute la Liga Navală Română, București, 1938
- Creștinismul Românesc. În "Chemarea Vremii", 1940